# Monthion
Monthion és un municipi francès situat al departament de la Savoia i a la regió d'Alvèrnia-Roine-Alps. L'any 2007 tenia 440 habitants.

## Demografia

### Població
El 2007 la població de fet de Monthion era de 440 persones. Hi havia 163 famílies de les quals 45 eren unipersonals (34 homes vivint sols i 11 dones vivint soles), 38 parelles sense fills, 61 parelles amb fills i 19 famílies monoparentals amb fills.
La població ha evolucionat segons el següent gràfic:
Habitants censats

### Habitatges
El 2007 hi havia 203 habitatges, 168 eren l'habitatge principal de la família, 18 eren segones residències i 16 estaven desocupats. 182 eren cases i 21 eren apartaments. Dels 168 habitatges principals, 141 estaven ocupats pels seus propietaris, 23 estaven llogats i ocupats pels llogaters i 5 estaven cedits a títol gratuït; 2 tenien una cambra, 8 en tenien dues, 17 en tenien tres, 48 en tenien quatre i 94 en tenien cinc o més. 148 habitatges disposaven pel capbaix d'una plaça de pàrquing. A 65 habitatges hi havia un automòbil i a 92 n'hi havia dos o més.

### Piràmide de població
La piràmide de població per edats i sexe el 2009 era:
| Homes | Edats   | Dones |
| ----- | ------- | ----- |
| 0     | 95 o +  | 0     |
| 0     | 90 a 94 | 0     |
| 0     | 85 a 89 | 4     |
| 0     | 80 a 84 | 0     |
| 0     | 75 a 79 | 0     |
| 8     | 70 a 74 | 0     |
| 12    | 65 a 69 | 12    |
| 8     | 60 a 64 | 16    |
| 4     | 55 a 59 | 8     |
| 20    | 50 a 54 | 12    |
| 16    | 45 a 49 | 12    |
| 16    | 40 a 44 | 20    |
| 28    | 35 a 39 | 20    |
| 4     | 30 a 34 | 12    |
| 4     | 25 a 29 | 8     |
| 4     | 20 a 24 | 0     |
| 0     | 15 a 19 | 16    |
| 20    | 10 a 14 | 16    |
| 24    | 5 a 9   | 12    |
| 0     | 0 a 4   | 12    |

## Economia
El 2007 la població en edat de treballar era de 299 persones, 238 eren actives i 61 eren inactives. De les 238 persones actives 225 estaven ocupades (121 homes i 104 dones) i 14 estaven aturades (5 homes i 9 dones). De les 61 persones inactives 21 estaven jubilades, 22 estaven estudiant i 18 estaven classificades com a «altres inactius».

### Ingressos
El 2009 a Monthion hi havia 171 unitats fiscals que integraven 455 persones, la mediana anual d'ingressos fiscals per persona era de 19.454 €.

### Activitats econòmiques
Dels 22 establiments que hi havia el 2007, 1 era d'una empresa extractiva, 7 d'empreses de construcció, 5 d'empreses de comerç i reparació d'automòbils, 1 d'una empresa d'hostatgeria i restauració, 1 d'una empresa immobiliària, 4 d'empreses de serveis i 3 d'entitats de l'administració pública.
Dels 8 establiments de servei als particulars que hi havia el 2009, 1 era un paleta, 1 fusteria, 4 electricistes i 2 restaurants.
L'únic establiment comercial que hi havia el 2009 era una botiga de congelats.

## Equipaments sanitaris i escolars
El 2009 hi havia una escola elemental.

## Poblacions més properes
El següent diagrama mostra les poblacions més properes.